# 凹陷角猛水蚤
凹陷角猛水蚤（学名：Cletocamptus gravihiatus）为短角猛水蚤科角猛水蚤属的动物，是中国的特有物种。分布于西藏等地，多生活于高海拔的湖泊中。